# アイル・フォロー・ザ・サン
「アイル・フォロー・ザ・サン」（I'll Follow the Sun）は、ビートルズの楽曲である。レノン＝マッカートニー名義となっているが、実質的にはポール・マッカートニーによって書かれた楽曲。イギリスでは1964年に発売された4作目のイギリス盤公式オリジナル・アルバム『ビートルズ・フォー・セール』に収録され、アメリカでは1964年にキャピトル・レコードから発売されたアルバム『Beatles '65』に収録された。
イギリスではアルバムで発売されたのち、EP盤にも収録された。なお、スウェーデンではシングル盤が発売されており、Kvällstoppen Chartで最高位4位を獲得した。

## 背景
「アイル・フォロー・ザ・サン」は、マッカートニーがデビュー前に書いた楽曲で、マッカートニーは「16歳の時にフォースリン・ロードに面した部屋で書いた曲。歌詞についてマッカートニーは、「『アイル・フォロー・ザ・サン』は最初の頃に書いた曲のひとつさ。病み上がりの間もない時に部屋からレースのカーテン越しに外を眺めながら書いた記憶がある。でもその頃僕らは地元でハードなリズム・アンド・ブルースをやっていたから、『アイル・フォロー・ザ・サン』のようなバラードは後回しにしたんだ」と語っている。
1980年にジョン・レノンは、『プレイボーイ』誌のインタビューで「これはポールだ。おかしな内容なんだ。「明日、雨が降るかもしれない。ぼくは太陽を追いかける（Tomorrow may rain / So I'll follow the sun） 」…マッカートニーの最初期の作品。きっとビートルズ以前に書いたんじゃないかと思う。彼はたくさん曲を書いていた」と語っている。

## レコーディング
「アイル・フォロー・ザ・サン」のレコーディングは、1964年10月18日にEMIレコーディング・スタジオのスタジオ2で行われた。8テイク録音されたのち最終テイクが採用され、ジョージ・ハリスンのエレクトリック・ギターによるギターソロが加えられた。
なお、本作においてリンゴ・スターはドラムを演奏せず、パーカッションとして自分の膝を叩いて演奏している。

## リリース
「アイル・フォロー・ザ・サン」は、1964年12月4日にイギリスで発売されたオリジナル・アルバム『ビートルズ・フォー・セール』のA面5曲目に収録され、11日後にアメリカでキャピトル・レコードから発売されたアルバム『Beatles '65』にもA面5曲目に収録された。
アルバムの1曲としてリリースされたのち、日本では1965年3月15日に発売されたシングル盤『カンサス・シティ/ヘイ・ヘイ・ヘイ・ヘイ』のB面に収録され、スウェーデンでは1965年6月にシングル盤としても発売された。スウェーデン盤は、同国の音楽チャートで最高位4位を獲得。なお、イギリスではシングル・カットされなかったが、1965年6月4日に発売されたEP『ビートルズ・フォー・セール No.2』のA面1曲目に収録された。
1964年11月17日にBBCラジオの番組『Top Gear』用に演奏が録音され、11月26日に放送された。この時の演奏は、1994年に発売されたシングル『ベイビー・イッツ・ユー』に収録され、2013年に発売された『オン・エア〜ライヴ・アット・ザ・BBC Vol.2』にも収録されている。

## クレジット
※出典
- ポール・マッカートニー - リード・ボーカル、ベースギター、アコースティック・ギター（リードギター）
- ジョン・レノン - バッキング・ボーカル、アコースティック・ギター（リズムギター）
- ジョージ・ハリスン - コーラス、エレクトリック・ギター（リードギター）
- リンゴ・スター - ボディパーカッション（膝と手）

## カバー・バージョン
- フロイド・クレイマー - 1965年に発売されたアルバム『Class of '65』に収録[14]。
- ブラザース・フォア - 1966年に発売されたアルバム『The Brothers Four Sing Lennon/McCartney』に収録[15]。
- キングズ・シンガーズ - 1986年に発売されたアルバム『The Beatles Connection』に収録[16]。
- つんく♂ - 2000年に発売されたNHK-BSでの企画によるビートルズのカバー・アルバム『A HARD DAY'S NIGHT つんくが完コピーやっちゃったヤァ!ヤァ!ヤァ! Vol.1』に収録[17]。
- ジュディ・コリンズ - 2007年に発売されたアルバム『Judy Collins Sings Lennon and McCartney』に収録[18]。
- グレン・フィリップス（トード・ザ・ウェット・スプロケット） - 2009年に公開された映画『エディ・マーフィの劇的1週間』で使用され、同作のサウンドトラック盤にも収録された[19]。